# Кокизов, Давид Маркович
Дави́д Ма́ркович Коки́зов (1858, Николаев, Николаевское и Севастопольское военное губернаторство — не ранее 1925) — русский журналист, литератор и общественно-политический деятель.

## Биография
Родился в 1858 году в Николаеве в купеческой семье. Отец — Марк (Мордехай) Давидович Кокизов (1820—1864), меламмед, астроном-любитель, сын одного из выдающихся караимских учёных луцкого происхождения Давида Мордехаевича Кокизова (1777—1855). 
Лишился отца в возрасте 6 лет, с 14 лет стал работать и помогать матери содержать большую семью. В 1876 году окончил 7-й дополнительный класс механико-математического отделения Николаевского Александровского реального училища. Учился в Санкт-Петербургском лесном институте, который пришлось оставить из-за отсутствия средств. Работал учителем в Киевской губернии и в Николаеве, затем — корреспондентом, секретарём и редактором николаевских газет «Южанин» и «Южная Россия». В 1901 году избран секретарём совета Николаевского шахматного общества. В 1905 году арестован и заключён под стражу по обвинению в пропаганде идеи проведения учредительного собрания. Одной из причин ареста была критика на страницах газеты «Южная Россия» власти и полиции, чья бездеятельность, по мнению Кокизова, привела к возникновению и разрастанию в Николаеве в октябре 1905 года еврейского погрома. Освобождён из тюрьмы в 1909 году. С 1909 года принимал участие в издании «Вечернего Курьера», «Утреннего Курьера» и «Николаевского Курьера». С 1910 года работал в городской управе Николаева производителем училищного отдела. Активно трудился в сфере общего начального образования, разрабатывал планы строительства начальных училищ. В сентябре 1914 года назначен секретарём Николаевского комитета Всероссийского союза городов. 
В 1910 году участвовал в Первом национальном караимском съезде в Евпатории в качестве делегата от николаевского караимского общества. Сотрудничал с московским журналом «Караимская жизнь», где опубликовал ряд статей. Являлся председателем николаевского «Общества вспомоществования бедным караимским девицам».
В период Февральской революции — секретарь общественного комитета безопасности. В июне 1917 года избран делегатом на Всероссийский съезд городских и земских работников в Москве. В 1917 году избран гласным Николаевской городской думы от партии социалистов-революционеров. Некоторое время в 1918 году исполнял обязанности городского головы Николаева. Был членом, секретарём городской управы. Работал секретарём отдела топлива и отдела охраны труда. В 1921 году арестован по обвинению в антисоветской пропаганде, но вскоре освобождён. С этого времени работал в инспекции Николаевского порта, откуда был уволен в 1925 году как «антисоветский элемент». Дальнейшая судьба и время смерти неизвестны.

## Публикации
В статье «Русский язык или татарский» предлагал заменить используемый караимами татарский язык общения на русский как более «культурный». По мнению Н. В. Яблоновской, эта статья была «своеобразным показателем национального самосознания караимов и развитости национального вопроса в царской России». В послесловии редакцией журнала отмечалось, что поднятый автором вопрос «представляет практический интерес, главным образом, для караимов, живущих
в крымских городах, где до сих пор ещё в мидрашах пользуются татарским языком. Редакция всецело присоединяется к пожеланиям уважаемого Д. М. Кокизова, но считает, что ни к каким искусственным мерам прибегать в данном случае не приходится особенно, так как татарский язык вытесняется постепенно силой самой жизни». 

## Наследие
На хранении в Государственном архиве Николаевской области находится фонд № 483 «Кокизов Давид Маркович — главный редактор газеты “Южанин”», содержащий семь дел, датируемых 1864—1918 и 1924—1925 годами:
- Автобиография, завещание и страховое свидетельство Д. М. Кокизова.
- Доклад Д. М. Кокизова о деятельности распорядительного отделения городской управы.
- Письма и заявления Д. М. Кокизова, присланные главе ВУЦИК Г. И. Петровскому, в Народный комиссариат социального обеспечения УССР, в комиссию по чистке советского аппарата.
- Воспоминания Д. М. Кокизова о деятельности Совета рабочих депутатов в г. Николаеве[14].